# Cletodes brucei
Cletodes brucei är en kräftdjursart som beskrevs av T. och A. Scott 1901. Cletodes brucei ingår i släktet Cletodes och familjen Cletodidae. Inga underarter finns listade i Catalogue of Life.